# Depot von Český Brod
Das Depot von Český Brod (auch Hortfund von Český Brod) ist ein Depotfund der frühbronzezeitlichen Aunjetitzer Kultur aus Český Brod im Středočeský kraj, Tschechien. Es datiert in die Zeit zwischen 2000 und 1800 v. Chr. Das Depot befindet sich heute im Nationalmuseum in Prag.

## Fundgeschichte
Das Depot wurde vor 1873 am Ostrand von Český Brod beim Bau der Zuckerfabrik 4 entdeckt.

## Zusammensetzung
Das Depot besteht aus vier Bronzeobjekten, die Václav Moucha als Ringbarren, Tilmann Vachta hingegen als Ösenhalsringe klassifiziert. Die Ringe haben einen eckigen Querschnitt. Ihre Oberflächen weisen deutliche Bearbeitungsspuren von einem Hammer auf. Ein Ring hat auf seiner Innenseite eine tiefe Rille.